# トップシークレット (ゲーム)
『トップシークレット』（英題：Bionic Commando）は、カプコンが制作した1987年3月稼働のアーケード用横スクロールアクションゲーム。
ワイヤーを利用したアクションを特徴とする本作は、後にホビーパソコンや家庭用ゲーム機に移植されたほか、ファミリーコンピュータ用に発売された『ヒットラーの復活 トップシークレット』のように、ゲーム性がアレンジされた作品もある（#他機種版）。移植・アレンジ作品の発売後には続編も発売された（#続編）。なお日本国外版の題名はBionic Commando（バイオニック・コマンドー）であるが、日本国内でも1992年以降に発売された作品はそれに倣っている。
本項では、本作を基に作られた家庭用ゲーム機作品についても併せて記述する。

## システム
制限時間内にスタート地点から上方向（もしくは右方向）にあるゴールへ到達することが目的。主人公は、『戦場の狼』（1985年）の主人公「スーパージョー」で、ワイヤーも一種のバイオニックアームという設定となっている。
操作はレバーと2つのボタンで行う。1つ目のボタンで銃を発射して攻撃する。銃は水平方向にしか撃てないが、立ち状態としゃがみ状態とで異なる高さに撃ち分けることができる。2つ目のボタンは左手のワイヤーガンからワイヤーを発射する。通常は水平に発射され、真上・斜め上にも発射することができる。ワイヤーの先端が地形に接触するとそこに引っ掛かり、そこからワイヤーを巻き取り、その方向に移動することができる。途中で引っ掛けたワイヤーを離すことも可能。
主人公はジャンプをすることができないが、上方向にある足場（木の枝など）にワイヤーを引っ掛けて巻き取ることで、上方向に移動することができる。また斜め上方向に引っ掛けると、振り子の様に振幅し、振幅中にタイミング良くワイヤーを離すことで、横方向へ飛び、穴や敵の頭上を越えられる。また、その振幅する勢いで一部の敵を体当たりで弾き飛ばすこともできる。
移動以外にも、ワイヤーで遠くのアイテムを引き寄せたり、一部の敵を転ばせたりできる。
なおアーケード基板は新旧2つのバージョンがあり、新バージョンではバグや難易度、その他細かな仕様が修正・変更されている。また、日本版と海外版とでは主人公のデザインに違いがあり、日本版は頭身が低く目も大きい、デフォルメされたデザインだが、海外版は目が小さく、頭身も高めのデザインへ変更された（同時に画面左下の残機表示のデザインも変更されている）。

## 仕様
アイテム
アイテムはステージ各所で上空からパラシュートで供給され、スコア獲得と銃器とに大別される。銃器はその種類ごとに威力や連射速度・射程などに違いがある。
エクステンド
本作のエクステンドはスコアが2万点、4万点、6万点、100万点到達時の最大4回行われる。この設定はディップスイッチで変更可能。

## その他
- 旧バージョンで、横から縦、もしくは、その逆にスクロールが変わる瞬間に、ある程度以上のキャラクターが出現していて、かつ、別の方向のスクロール（斜め下など）が重なると、強制リセットが掛かったり、画面フリーズ（タイマーだけが動いている場合もある）が起きる。3面で狙って起こすことが可能。
- 旧バージョンで、制限時間が0になると同時にステージクリアすると次のステージでタイムが減らなくなり、永久パターンが可能となる。
- 新バージョンではステージ4のヘリコプターを撃ち落とし続けるだけで無制限に得点を稼ぐことが可能で（旧バージョンでは無得点なので不可能）、点数で残機を増やせる1周目のみ、これを利用した半永久パターンが可能となっている。
- プレイヤーの残機がなくなりコンティニュー画面になったとき、カウントが「0」と表示されている間にコンティニューすると、クレジットを消費しながらもすぐにゲームオーバーになってしまう。ただし2人プレイの場合は、ゲームオーバーと表示されるものの、順番が回ってきたら通常のコンティニュー後と同じようにプレイを続行できる。

## ストーリー
世界戦争から十数年、奴は巨大ミサイルを開発し再び甦った。
旧連邦軍は、奴の計画の全容を解明しようと特殊部隊を結成し、敵基地へと潜入させることに成功した。
特殊部隊に課せられた使命は、敵の国際的陰謀を調査すること、そして巨大ミサイルの破壊であった。

## ステージ構成
ステージ1
非常に広大な森の中に建設された敵の前線基地に侵入する。電気の流れる金柵や不発弾など、基地らしい構成物もあるが、同時に樹木や蜂の巣（攻撃を当てると無数の蜂が襲ってくる）といった自然物も多い。一番上まで登っていけばステージクリアとなる。このステージのみに登場する人食いムササビは邪魔なときはワイヤーで追い払える。
ステージ2
森を抜けた主人公は基地の外壁部分を登り、内部への侵入を敢行する。敵兵のバリエーションが豊かになり、砲台などのギミックも多彩となる。登っていくうちに夜となって多数のサーチライトが辺りを照らしだし、サーチライトの光に触れてしまうとトーチカから砲台が出現するギミックがある。
本ステージのBGMは『ヒットラーの復活』やその派生作品でもアレンジ（短縮）版が使用されている。
ステージ3
基地内への侵入に成功した主人公は、地下から基地内部へと侵入していく。トカゲのような生物がパイプを食い荒らしている下水道を経由し、工場施設へと出る。工場では二足歩行型兵器を操縦する小柄な兵士（兵器を破壊しても乗っていた兵士が攻撃してくる）の登場などで攻撃も一気に派手になり、足で踏み潰そうとしてくる巨大ロボットやクレーンなど、大型のギミックも登場する。また、所々で分厚いシャッターが行く手を阻む。シャッターはスイッチを破壊することで開けることができる。
このステージと次のステージ4は、最後にいる白服の司令官を全員倒さないとステージクリアとならない。
ステージ4
基地中心部へと進んでいくと、さらに多くのシャッターに守られた空間に到達する。そこを通過し、リフトに乗って基地上部へと辿り着くと、多数のヘリコプターや敵兵が主人公を取り囲み、攻撃を激しく仕掛けてくる。
本ステージのBGMも『ヒットラーの復活』他で使用されている。
ステージ5
主人公はミサイル発射台に辿りつくが、ミサイル発射のカウントダウンが始まってしまう。カウントが0になるまでに発射台を登りきり、発射装置を破壊しなければいけない。カウントダウンに間に合わなかった場合は残機を1つ失った上でステージ4に戻されてしまう。
ミサイル発射を止めた後、逃亡する最高司令官を追跡して倒すとゲームクリアとなる。クリアボーナスとして100万点が入った後、より難易度の高い2周目に突入する。なお2周エンドであり3周目以降はない。

## 他機種版

### 一覧
| No. | タイトル                                                         | 発売日                                    | 対応機種                                                        | 開発元                          | 発売元      | メディア                              | 型式                                  | 備考                                     |
| --- | ---------------------------------------------------------------- | ----------------------------------------- | --------------------------------------------------------------- | ------------------------------- | ----------- | ------------------------------------- | ------------------------------------- | ---------------------------------------- |
| 1   | ヒットラーの復活 トップシークレット Bionic Commando              | 1988年7月20日 1988年12月 1990年10月26日   | ファミリーコンピュータ                                          | カプコン第1企画室               | カプコン    | 2メガビット+64キロRAMロムカセット     | CAP-HF NES-CM-USA NES-CM-EEC          |                                          |
| 2   | Bionic Commando                                                  | 1988年                                    | Amiga Amstrad CPC Atari ST コモドール64 ZX Spectrum             | Software Creations              | GO!         | フロッピーディスク                    | -                                     | 北米ではコモドール64版のみ発売           |
| 3   | Bionic Commando                                                  | 1988年                                    | PC/AT互換機                                                     | Pacific Dataworks International | カプコンUSA | 5インチフロッピーディスク             | -                                     |                                          |
| 4   | バイオニックコマンドー                                           | 1992年7月24日 1992年10月 1992年           | ゲームボーイ                                                    | 水口エンジニアリング            | カプコン    | ロムカセット                          | DMG-BOJ DMG-BO-USA DMG-BO             | ファミリーコンピュータ版のリメイク       |
| 5   | カプコン クラシックス コレクション                               | 2005年9月27日 2005年11月18日 2006年3月2日 | Xbox PlayStation 2                                              | カプコン                        | カプコン    | DVD-ROM                               | PS2: SLUS-21316 SLES-53661 SLPM-66317 | アーケード版の移植 日本ではPS2版のみ発売 |
| 6   | Capcom Classics Collection Remixed                               | 2006年3月22日 2006年7月21日               | PlayStation Portable                                            | カプコン                        | カプコン    | UMD                                   | ULUS-10097 ULES-00347                 | アーケード版の移植                       |
| 7   | Capcom Classics Mini Mix                                         | 2006年9月19日                             | ゲームボーイアドバンス                                          | カプコン                        | カプコン    | ロムカセット                          | AGB-BC6E-USA                          | NES版の移植                              |
| 8   | バイオニックコマンドー マスターD復活計画 Bionic Commando Rearmed | 2008年8月13日 2008年8月14日 2008年8月15日 | PlayStation 3 (PlayStation Network) Xbox 360 (Xbox Live Arcade) | GRIN                            | カプコン    | ダウンロード                          | -                                     | リメイク版                               |
| 9   | バイオニックコマンドー                                           | 2011年11月16日 INT 2011年12月29日         | ニンテンドー3DS                                                 | 水口エンジニアリング            | カプコン    | ダウンロード （バーチャルコンソール） | RBDJ                                  | ゲームボーイ版の移植                     |
| 10  | カプコンアーケードスタジアム                                     | 2021年2月18日                             | Nintendo Switch                                                 |                                 | カプコン    | ダウンロード                          |                                       | アーケード版（日本国外版）の移植         |
| 11  | カプコンアーケードスタジアム                                     | 2021年5月25日                             | PlayStation 4 Xbox One PC(Steam)                                |                                 | カプコン    | ダウンロード                          |                                       | アーケード版（日本国外版）の移植         |

### ファミリーコンピュータ版
FC（日本）版では『ヒットラーの復活』（正式名称『ヒットラーの復活 トップシークレット』）、NES（日本国外）版ではタイトルが『Bionic Commando』と『トップシークレット』と同一の名称に変更された。

#### 概要
サブタイトルに“トップシークレット”とあるが、ワイヤーアクションの要素以外はシステム、ストーリー共に一新されており、ワイヤーアクションそのものにも改良が施されている。
ストーリーは、主人公「ラッド」の協力者として『戦場の狼』の主人公である「スーパージョー」が登場したり、タイトル通りに歴史上の実在人物であるヒットラーが復活したりするなどの展開が繰り広げられる。
NES版のBionic Commandoは日本以上に多数派となっているアシュケナジムへの配慮に伴うナチス・ドイツに関わる規制により、ドット絵グラフィックこそヒットラーのままではあるが、人名のみ「Master D（マスターD）」という架空の人物に変更され、デモ画面やステージ各所に描かれているハーケンクロイツも鳥をモチーフとした架空のシンボルマークになっている。後の派生・リメイク作品は、これらの設定（世界観）を基にしたものとなっている。

#### システム
『トップシークレット』との主な相違点は以下の通り。
- 『トップシークレット』では、空中でワイヤーを離してしまうと、着地まで銃も撃つこともワイヤーを放つこともできなかったが、本作ではこのどちらも可能となった。
  - ワイヤーを再度放てることによって、より多彩なワイヤーアクションが可能となった。
- 会話シーンやマップ画面を挿入し、ステージ数やストーリー性を増やしている。
  - マップの中には「中立エリア」と呼ばれるステージが存在し、人々と会話をすることで情報やアイテムが入手できる。敵は存在しないが1発でも発砲してしまうとスクランブルが鳴り、無数の兵士が追いかけて来る（この要素はリメイク作『マスターD復活計画』では削除されている）。
  - マップ上を移動する敵のシンボルに触れると、『戦場の狼』のようなトップビューの遭遇戦となる。
- ライフ制を導入し、1発の攻撃ではミスにならない（落とし穴などは例外）。
- 上方向から敵に接触した場合、ダメージにならず、弾かれるようにジャンプするようになっている。
- 複数の武器やアイテムを所持し、ステージごとに装備を切り替えることができる。

#### ストーリー
時は198×年。ナチス・ドイツの極秘文書が発見された。これは実現されることのなかった、アルバトロス計画の存在を明らかにするものだった。これの実現をするため、帝国軍の総統ワイズマンはその極秘文書を奪ってしまう。
連邦軍は文書の奪還、および計画を阻止するために英雄スーパージョーを派遣するが、彼は消息不明となってしまう。ジョー救出の指令を受け、連邦軍は一人の男ラッド・スペンサーを送り込む。

#### 登場人物
ラッド・スペンサー
プレイヤーキャラクター。連邦軍が、ジョーを救出するために送り込んだ部隊の一人。
スーパージョー
帝国軍を阻止するため、帝国軍領へと送り込まれた英雄。だが、帝国軍に捕まり連絡を絶ってしまう。
ワイズマン
帝国軍総統。ナチス・ドイツに代わりアルバトロス計画実現を目論む。
ヒットラー
ナチス・ドイツの総統。歴史上の人物であり、故人。計画の鍵を握る人物として、ワイズマンが蘇生させようとしている。
ハル
バズーカを持っている連邦軍の兵士。逃亡しようとするヒットラーを倒すため、ラッドに協力する。

### ゲームボーイ版
ゲームシステムやステージ構成は『ヒットラーの復活』とほぼ同一となっているが、キャラクターデザインや世界設定などが新規に作り起こされ、また難易度が調整されている。ナチスやヒットラーに関する要素が取り除かれたため重厚な雰囲気が失われたことを嘆くプレイヤーもいたが、ゲーム性はそのまま移植されている。序盤は楽に進めるが一つしか持てないアイテム選びがシビアであること、またパスワードによる再挑戦が容易なこともあって後半の難易度はかなり高い。「アルバトロス計画」の変更や、ライバルキャラクターの要素などは後述されるリメイク版に引き継がれる要素となった。
2011年11月16日にニンテンドー3DSのバーチャルコンソールで配信開始。

#### 変更された世界観とあらすじ
時代は遠い未来。突如現れた総統ワイズマンと、彼が率いるドライゼ軍によって世界の平和が打ち砕かれた。ワイズマンは世界を征服するために「アルバトロス計画」と呼ばれる謎の作戦を発令。これを察知した連邦軍は「アルバトロス計画」の秘密を暴くため、英雄スーパージョーをドライゼ公国へと送り込むが、潜入したジョーからの連絡が途絶えてしまう。
連邦軍はジョーの救出と「アルバトロス計画」の阻止をバイオニック コマンドーに命じ、バイオニック コマンドー最強であるFF（ダブル・フォース）部隊のエース、ラッド・スペンサーはドライゼ公国へ潜入することになった。

#### 登場人物
ラッド・スペンサー
FF部隊の若きエース。過去作が野戦服を着た軍人だったのに対し、世界観にあわせた近未来的なスーツとバイザーを着用した青年となっている。
スーパー・ジョー
連邦の英雄。こちらも同様に近未来的なスーツを着用し、マフラーを巻いた、歴戦の兵士としてのデザインに変更されている。
FF部隊隊員
ラッド以外のバイオニックコマンドーたち。情報提供や拘束されたラッドの救助などで活躍する。やはり全員ラッドと同系統のスーツを着用している。また女性隊員も登場する。
マック・ルーガー
ドライゼ公国と戦う反乱組織パルチザンのリーダー。FF部隊と接触したことでラッドのサポートを行い、彼にドライゼ軍の核弾頭発射基地の破壊を依頼する。
ライル・ハインダー
ドライゼ公国大佐。ドライゼ軍最強の兵士であり、スーパー・ジョーを捕らえた男。総統ワイズマンの右腕としてラッド・スペンサー打倒に闘志を燃やす。ラッドとは幾度か対決するが、最終的に傷ついた肉体を機械化して立ちはだかる。
その正体は元FF部隊のバイオニックコマンドー。アルバトロス計画阻止のためドライゼ軍に侵入するも失敗し、自分を超えうる戦士を待っていた。アルバトロス計画の正体を伝え、ラッドにすべてを託す。
ドライゼ・ワイズマン
ドライゼ公国軍総統。全世界を我が物とするために「アルバトロス計画」を実行に移す。ヒトラー的な要素はほぼ皆無で、悪の帝国の皇帝として貫禄のある壮年の男といったビジュアルに変更された。
彼の目論むアルバトロス計画は空中要塞による地上制圧と思われていたがそれすらも偽装に過ぎず、実態は「アルバトロス」という名の強力な最終兵器であった。
ドライゼ軍兵士
一般兵
ドライゼ軍の中核をなす兵士。ほとんど全てがクローン人間で、遺伝子的な改良が施されている。
重火器兵
筋肉強化改造を施されているがそれを超える銃火器を装備しているため動きが鈍く、単独運用が難しい。反面、固定砲台並の破壊力を持ち、爆弾やバズーカで攻撃してくる。
ナイフ兵
白兵戦用に改造された兵。走行力を強化しており、素早い動きでラッドに突進を仕掛けてくる。
擲弾兵
背中に擲弾弾倉を装備した兵士。そこから取り出した擲弾を投擲して攻撃する。
作業歩兵
筋肉改造のみを施された兵士。腕力という意味では最高の性能を持ち、鉄球を投じて攻撃する。
指揮官
要塞動力部を守る守備隊の指揮官。小太りの中年男といった風貌で、命令を下すのみで戦闘能力は皆無。
重装甲兵
要塞動力部を守る守備隊の指揮官。重度の生体改造の結果、人間を土台としたロボットといった状態になっている。FF部隊ほどの性能ではないがワイヤーガンを装備しており、上下に移動して攻撃を仕掛けてくる。
バイオソルジャー
要塞動力部を守る守備隊の指揮官。もはや改造兵士ではなく生体部品で作られたロボットであり、ドライゼ軍でもまだ試作段階。全軍で数体しか造られておらず実戦試験のため投入されている。本作最後の敵でもある。

### Bionic Commando: Elite Forces
2000年1月26日にゲームボーイカラー版が北米で発売された。ゲームボーイ版をベースに主人公が男女の2人となり、トップビューで縦スクロールで進むモードや、狙撃銃を使った一人称視点モードが追加される。また主人公のアニメーションが滑らかになっている。
日本では未発売である。

### バイオニックコマンドー マスターD復活計画
PLAYSTATION 3版、Xbox 360版が2008年8月13日よりダウンロード配信（発売）。PC版も発表されたが現在発売日などは未定のままとなっている。日本国外名は『Bionic Commando Rearmed』（バイオニック・コマンドー・リアームド）。

#### 概要
ファミリーコンピュータソフト『ヒットラーの復活』のリメイク作品。全てのオブジェクトが3Dで描き直されているが、ゲーム内容は原作と同じサイドビューの2Dアクションであり、ファミリーコンピュータ版のプレイ感覚が忠実に再現されている。日本版タイトルでも「マスターD」と銘打たれているように、国内外共にストーリーや設定は『Bionic Commando』を基にしたものに統一されている。
追加要素として「ドラム缶や兵士をアームで掴んで投げ飛ばす」といった新しいアームアクションが導入され、ボスキャラクターのバリエーションも大幅に増やされている。また、『ヒットラーの復活』にあった中立エリアで発砲すると鳴るスクランブルは削除されている。クリア時に入手できる武器の種類も増え、中にはバズーカ砲といった、壁や敵と密着して撃つと爆発に巻き込まれ大ダメージを受ける（一撃死もありうる）ような武器も登場する。エリアの随所に、これらの武器をグレードアップするアイテムが隠されている。さらに武器はステージ中で自由に切り替えることができるようになっている。
なお、日本国外ではPLAYSTATION 3とXbox 360にて、本作の続編Bionic Commando Rearmed 2が製作され、2011年2月1日にダウンロード配信が開始された。開発は1作目とは異なり、Fatsharkが手掛けている。

#### 登場人物
ネイサン・スペンサー主人公。FSAの兵士で、左手にバイオニックアームを移植している。味方や敵を問わず、生意気な口調で話す。
スーパージョー帝国軍に監禁されるが、終盤では彼も危険を承知でアルバトロス計画を阻止するべく乗り込む。
ゴットフリート・グローダー帝国軍における守護者。スーパージョーを監禁するボス。また、あるステージでもスペンサーを待ち構えている。スペンサーと同じように、彼もバイオニックアームを持つ。元々アームを持つロボットで、それが昇華してグローダーになった。
キルット帝国軍総統で、ファシスト。「アルバトロス計画」機密文書を発見し、実行する首謀者。
マスターD「アルバトロス計画」を実行する、総統キルットの手により甦った。直後にキルットを殺害し、指揮権を握る。日本国外版は、コックピットへ向けてフィニッシュを決めると、その顔が吹っ飛ぶモーションがある（日本版はレーティングによりない）。
ヘイリー『ヒットラーの復活』における、終盤にヒットラーを倒す直前で出てくる兵士・ハル。今作ではマップ移動用のヘリコプターのパイロットとして序盤から登場。また、ステージをクリア時などに入手した武器やアイテムについてスペンサーに助言をする。

## サウンドトラック
- 『カプコン・ゲーム・ミュージック VOL.2』（アルファレコード）- 1988年3月25日発売。『トップシークレット』の音源が収録されている。2002年7月24日にサイトロンディスクより復刻された。
- 『バイオニックコマンドー / デッドライジング』（ソニー・ミュージックディストリビューション） - 2009年6月10日発売。水木一郎が歌う『バイオニックコマンドー マスターD復活計画』をイメージしたテーマ曲を収録。作詞はカプコンの中井実、作曲は田中公平。
- 『戦場の狼&トップシークレット オリジナルサウンドコレクション』（クラリスディスク） - 2015年12月12日発売。『戦場の狼』、『バイオニックコマンドー』シリーズのアーケード、家庭用、日本国外版を含めた14タイトルの音源を収録。CD5枚組。

## 開発
制作者は『戦場の狼』の制作者でもある藤原得郎。本作のワイヤーアクションは藤原得郎が本作を発売する4年前のコナミ在籍時代に製作したアクションゲーム『ロックンロープ』（1983年）のワイヤーアクションで、ハード的に制約が多かったのでできなかったことを入れた発展形であると述べている。

### スタッフ
アーケード版
- プロデューサー、ゲーム・デザイナー：藤原得郎
- プログラム：やまうちとしひろ、小松多恵
- サウンドコンポーザー：藤田晴美

ファミリーコンピュータ版
- キャラクター・デザイナー：HOTARU B.、TERUKUN、JUNCHAN、GAMEREON、HAIHOO K.
- プログラム：とよしまいちろう、TWILIGHT、OKI-CHAN、WINDY
- 音楽：GONDAMIN（民谷淳子）
- 企画：HATCHAN
- スペシャルサンクス：Mr.FF

ゲームボーイ版
- 音楽：民谷淳子、藤田晴美、村田幸史
- 編曲：村田幸史

## 評価
アーケード版
1998年にそれまで発売されていたアーケードゲーム全てを対象に行われたゲーメストムック『ザ・ベストゲーム2』では「秀作ゲーム」に選定され、ワイヤーアクションに関して「慣れるまで難しく、もどかしい」と指摘しているが、ワイヤーを使いこなせるようになることで多彩な動きが可能となり「キャラクターを自由自在に移動させることそのものが面白くなってくるのである」と肯定的に評価した。また「マニアックで難度の高いゲーム」と指摘しているが、ゲーム性が優れた作品であると肯定的に評価した。
ファミリーコンピュータ版
- ゲーム誌『ファミコン通信』の「クロスレビュー」では、6・7・7・6の合計26点（満40点）となっており、レビュアーからは難易度の高さを指摘する意見が見受けられたが、「難しいけど面白い」、「やり込めば味が出る、スルメゲーム」などゲーム性に関して肯定的に評価されている。
- ゲーム誌『ファミリーコンピュータMagazine』の読者投票による「ゲーム通信簿」での評価は以下の通り20.09点（満30点）となっている。

| 項目 | キャラクタ | 音楽 | 操作性 | 熱中度 | お買得度 | オリジナリティ | 総合  |
| 得点 | 3.45       | 3.31 | 3.22   | 3.48   | 3.21     | 3.42           | 20.09 |
- ゲーム誌『ユーゲー』では、謎解きやストーリーに関しては「あくまでゲームを盛り上げるためだけにあるので好感が持てる」と好意的に評価しており、原作であるアーケード版から改良されたポイントとして空中でもワイヤーが発射できるようになったことや空中でも銃を撃てるようになったことを取り上げ、「小さな改良だが、これで『ヒットラーの復活』のアスレチック性が飛躍的に高まったといえる」とゲーム性の向上に繋がったことを高く評価した。

ゲームボーイ版
- ゲーム誌『ファミコン通信』の「クロスレビュー」では、5・5・5・5の合計20点（満40点）、『ファミリーコンピュータMagazine』の読者投票による「ゲーム通信簿」での評価は以下の通り22.3点（満30点）となっている。

| 項目 | キャラクタ | 音楽 | お買得度 | 操作性 | 熱中度 | オリジナリティ | 総合 |
| 得点 | 3.6        | 3.4  | 3.5      | 3.7    | 3.9    | 4.2            | 22.3 |

## 続編

### バイオニックコマンドー
Xbox 360、PlayStation 3用として2009年6月25日に発売された三人称視点(TPS方式)のアクションゲーム。PC版は2009年10月29日に発売。
キャラクターがジャンプをすることが可能となり、ワイヤーアクションが非常に多彩になった。ワイヤーは従来の作品と同様の移動手段である他、敵やフィールド上の障害物を掴んで投げたり、大型の敵にワイヤーをかけて取り付き、打撃を加えたりすることもできる。その他、さまざまな銃器を使って戦うこともできる。
ストーリーは『マスターD復活計画』の10年後の世界という設定。本作にて、これまでの設定が整理され世界観がほぼ統一された。

### Bionic Commando Rearmed 2
日本国外のみの展開で、マスターD復活計画の続編として、2011年2月にXbox 360のXBLAおよびPlayStation 3のPSNで配信を開始した。開発はFastsharkが担当しており、ストーリーはマスターD復活計画とバイオニックコマンドーの間の話となっている。